# SN 2002ep
SN 2002ep – supernowa typu Ia odkryta 6 sierpnia 2002 roku w galaktyce A215721-0751. W momencie odkrycia miała maksymalną jasność 18,70m.